# Henri Fantin-Latour
Henri Fantin-Latour (Grenoble, 14 de janeiro de 1836 — Orne, 25 de outubro de 1904) foi um pintor francês da época do realismo.

## Biografia
Nasceu com o nome de Ignace Henri Jean Théodore Fantin-Latour em Grenoble, Isère. Quando jovem, recebeu aulas de desenho de seu pai, que era um artista. Em 1850 ingressou na École de Dessin, onde estudou com Lecoq de Boisbaudran. Estudou na École des Beaux-Arts em Paris a partir de 1854, onde dedicou muito tempo a copiar as obras dos antigos mestres no Museu do Louvre. Embora Fantin-Latour tenha feito amizade com vários dos jovens artistas mais tarde associados ao impressionismo, incluindo Whistler e Manet, o seu próprio trabalho permaneceu ligado ao realismo.
Whistler chamou a atenção para a obra de Fantin-Latour na Inglaterra, onde as suas naturezas-mortas tiveram um grande sucesso, enquanto eram "praticamente desconhecidas em França durante a sua vida". Além das suas pinturas realistas, Fantin-Latour criou litografias inspiradas na música de alguns dos grandes compositores clássicos. Em 1876, Fantin-Latour assistiu a uma representação do ciclo do Anel, de Richard Wagner, em Bayreuth, que achou particularmente comovente. Mais tarde, publicaria litografias inspiradas por Wagner em La revue wagnérienne, o que ajudou a cimentar a sua reputação entre a vanguarda de Paris como um pintor antinaturalista.
Em 1875, Fantin-Latour se casou com uma colega pintora, Victoria Dubourg. Viria a passar os verões na propriedade rural da família da sua esposa em Buré, Orne, na Baixa Normandia, onde morreu em 25 de agosto de 1904. Foi enterrado no Cemitário de Montparnasse, em Paris.

## Obras
- Homenagem a Delacroix (Fantin-Latour) (1864)
- Estúdio em Batignolles (1870)
- A Leitura (1870), Lisboa
- Esquina de mesa (Fantin-Latour) (1872) no Museu de Orsay[2]
- A Leitura (1877), Lyon
- Charlotte Dubourg (1882)[2]
- À volta do piano (Fantin-Latour) (1885)